# Earl Hooker
Earl Zebedee Hooker (Contea di Quitman, 15 gennaio 1929 – Chicago, 21 aprile 1970) è stato un chitarrista statunitense, tra i più importanti chitarristi blues, maestro dello slide.
Ha collaborato con John Lee Hooker (quest'ultimo era anche il suo caro cugino), T-Bone Walker, Sonny Boy Williamson II, Junior Wells, B.B. King e Robert Nighthawk. La sua "Blue Guitar", una canzone strumentale suo cavallo di battaglia sarà la base per You Shook Me di Muddy Waters, scritta da J. B. Lenoir e Willie Dixon e pubblicata nel 1962. Ha collaborato con case discografiche come la Arhoolie e la Bluesway. Collaborò con per un periodo di tempo con Junior Wells che lo portò a sfornare successi come Messin' with the kid, "Come on in This house" e It Hurts Me Too tra il 1960 e il 1961.
Nel 1969 Earl Hooker reinterpretò Sweet Home Chicago, poi scrisse canzoni come Drivin' Wheel e Catfish Blues e qualche mese più in là farà delle jam con Albert Collins e con Jimi Hendrix all'Ash Grove, uno dei più prestigiosi di Los Angeles. Sempre nel 1969, ritornò a Chicago e il 30 agosto partecipò al prestigioso Chicago Blues Festival e ad Ottobre volò in Europa per partecipare all'American Folk Blues Festival. Alla fine del 1969 suonò al Fillmore East, al The Matrix e inoltre suonò per poche date con Junior Wells.
Muore il 21 aprile 1970 malato di tubercolosi. Al suo funerale, BB King disse queste parole: "Earl è stato il miglior chitarrista con cui abbia mai collaborato in vita mia. Gran parte della mia fama la devo a lui". È sepolto nel cimitero di Alsip, Chicago.

## Album in studio (come Leader o co-leader)
- 1967 - The Genius of Earl Hooker (Cuca Records, KS-3400)
- 1969 - 2 Bugs and a Roach (Arhoolie Records, F 1044)
- 1969 - Don't Have to Worry (Bluesway Records, BLS 6032)
- 1969 - Hooker and Steve (Arhoolie Records, F 1051) con Steve Miller
- 1970 - Sweet Black Angel (Blue Thumb Records, BTS 12)

## Album postumo
- 1972 - Funk. Last of the Great Earl Hooker (Blues on Blues 10002) anche su Antilles Records, LP 7024

## Raccolte
- 1973 - Do You Remember the Great Earl Hooker (Bluesway Records, BLS 6072)
- 1985 - Play Your Guitar, Mr. Hooker! (Black Magic Records, 9006)
- 1998 - The Moon Is Rising (Arhoolie Records, CD 468)
- 1998 - Chicago Blues Guitar Genius (Cuca Records, KS-3400)
- 1999 - Simply the Best: Earl Hooker Collection (MCA Records, CD 11811)
- 2003 - Blues Guitar: The Chief and Age Sessions 1959-1963 (P-Vine Records, PCD-2405)
- 200? - Earl Hooker and His Blues Guitar (Blue City Records, BCCD-1325)
- 2006 - An Introduction to Earl Hooker (Fuel Records, CD 061554)

## Split
- 1977 - The Leading Brand (Red Lightnin' Records, RL 0018) condiviso con Jody Williams
- 1986 - Calling All Blues (Charly Records, CRB 1134) condiviso con Magic Sam

## Collaborazioni
con John Lee Hooker:
- 1961 - John Lee Hooker Sings the Blues (King Records, 127)
- 1969 - If You Miss 'Im...I Got 'Im - Featuring Earl Hooker (Bluesway Records, BLS 6038)

con Memphis Slim:
- 1964 - Taken from Our Vaults - A Real Collectors Item (King Records, 885)

con Johnny Big Moose Walker:
- 1969 - Ramblin' Woman (Bluesway Records, BLS 6036)

con Charles Brown:
- 1970 - Legend! (Bluesway Records, BLS 6039)

con Jimmy Witherspoon:
- 1970 - HUNH! (Bluesway Records, BLS 6040)

con Andrew Voice Odom:
- 1973 - Farther on Down the Road (Bluesway Records, BLS 6055)

con Brownie McGhee & Sonny Terry:
- 1973 - I Couldn't Believe My Eyes (Bluesway Records, BLS/BLQ 6059)

con Junior Wells:
- 1986 - Messing with the Kid (Charly Records, CRB 1133)